# عمارة يعقوبيان (فلم)
عمارة يعقوبيان هو فيلم دراما مصري صدر سنة 2006، من إخراج مروان حامد، وهو مبني على رواية علاء الأسواني عمارة يعقوبيان. جاء اسم الفيلم من اسم عمارة موجودة بشارع طلعت حرب بناها المليونير هاغوب يعقوبيان عميد الجالية الأرمنية في ثلاثينيات القرن العشرين. الفيلم من إنتاج عماد الدين أديب، ومن بطولة مجموعة من عمالقة السينما المصرية، وهم: عادل إمام، ونور الشريف، وأحمد بدير، وهند صبري، وأحمد راتب، وخالد الصاوي، ومحمد إمام، وسمية الخشاب، ويسرا، وخالد صالح، وباسم سمرة، وإسعاد يونس، بالإضافة إلى طلعت زكريا.
يُعَد الفيلم من أكثر الأعمال السينمائية المصرية المثيرة للجدل ورسالته ما هي إلا تجسيد لواقع معاصر يتلخص في أهمية الابتعاد عن اللا مبالاة كي لا يكون الإنسان المعاصر في القاهرة الحديثة أشبه بالدمية المتحركة التي تسير بلا عقل ولا حسبان. وهو يحكي ما يحدث في الحياة المعاصرة من خلال تسليط الضوء في الفيلم على التغيرات المتلاحقة التي طرأت على فكر وسلوك المجتمع المصري في فترة ما بعد الانفتاح من خلال نماذج واقعية تعيش بين أفراد المجتمع.
يُعتبَر الفيلم الآن فيلماً كلاسيكياً في تاريخ السينما العربية. في عام 2006، حمل الفيلم عنوان أضخم ميزانية لفيلم تمت في تاريخ السينما المصرية. حقق الفيلم ما يزيد عن 19 مليون جنيه مصري إيرادات، مما جعله يحقق أعلى الإيرادات ويتصدر قائمة إيرادات دور العرض المصرية في عام 2006، وفي نهاية العام كان صاحب أعلى إيرادات في تاريخ السينما المصرية حينها. نال الفيلم استحساناً وقبولاً عالمياً وصُنِف من قبل العديد من النقاد بأنه من أفضل أفلام السينما العربية. في عام 2013، أُدرج الفيلم ضمن قائمة أهم مائة فيلم عربي حسب استفتاء لنقاد سينمائيين ومثقفين قام به مهرجان دبي السينمائي الدولي في الدورة العاشرة للمهرجان.

## خلفية
كُتِبَت الرواية في عام 1991 أي في وقت حرب الخليج الثانية تقريباً، يُعَد الفيلم تصويراً لاذعاً للمجتمع المصري الحديث مُنذ انقلاب ثورة 23 يوليو عام 1952. مكان تصوير معظم أحداث الفيلم هو وسط مدينة القاهرة، مع مبنى سكني فخم (والذي في الواقع موجود) بمثابة تشبيه (استعارة) لمصر المعاصرة وتمثل العمارة موقع موحد تعيش فيه معظم الشخصيات الأساسية في المجتمع.

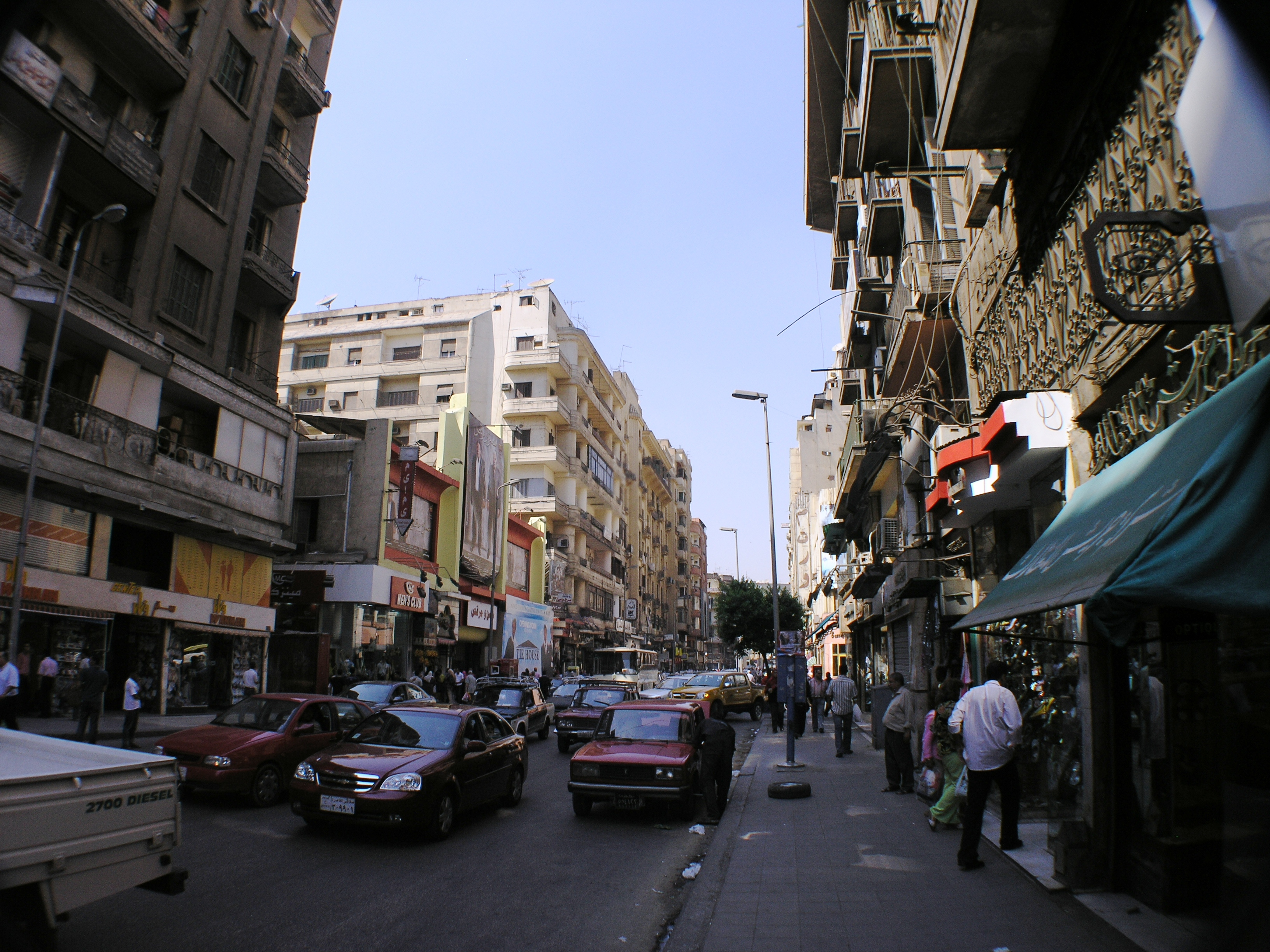
شارع طلعت حرب في وسط البلد، القاهرة. عمارة يعقوبيان على اليسار.

العمارة السكنية تحمل نفس الاسم وهو «يعقوبيان»، تم بناؤها على طراز الفن الزخرفي (الآرت ديكو)، لا تزال العمارة موجودة في وسط القاهرة في العنوان الوارد في الرواية: 34 شارع طلعت حرب (المشار إليه باسمه القديم، شارع سليمان باشا، من قبل الراوي والشخصيات في الفيلم). كما هو الحال في الرواية، فإن وصف المبنى في الفيلم والرواية كان «العمارة على الطراز الأوروبي الكلاسيكي العالي، والمهندس إيطالي والشرفات مزينة بوجوه يونانية منحوتة بالحجر...»
كان العرض الأول للفيلم في مهرجان برلين السينمائي الدولي عام 2006، حيث عُرض في مساء 11 من فبراير. عُرض الفيلم بعد غياب طال 27 عاماً منذ عرض آخر فيلم عربي في مهرجان برلين «إسكندرية ليه» (1979). افتتِح الفيلم في مصر في 19 يونيو بعرض خاص، وعُرض في شاشات السينما المصرية في 21 يونيو.
تم تقديم الفيلم بشكل رسمي ليمثل مصر للترشح بجائزة الأوسكار لأفضل فيلم بلغة أجنبية في حفل توزيع جوائز الأوسكار التاسع والسبعين.

## القصة
تبدأ قصة الفيلم مع سارد القصة (يحيى الفخراني) ليسرد قصة مبنى عمارة يعقوبيان المتواجد بوسط القاهرة والذي يضم نماذج بشرية متباينة، مثل زكي الدسوقي (عادل إمام) ابن الباشا السابق، العاطل عن العمل والذي تعلم في باريس، وعاد للعمارة ليفتتح مكتباً هندسياً مخصص لنزواته مع النساء، ويخدمه فانوس أرمانيوس (أحمد راتب)، تبدأ قصة زكي عندما يكون في بار شعبي ويتعرف هناك على رباب (جيهان قمري) وهي عاملة في البار، فيدعوها لممارسة الرذيلة في مكتبه وتقبل بذلك، تأتي له في اليوم التالي ولكن تقوم بسرقة زكي ومجوهرات دولت الدسوقي (إسعاد يونس) اخت زكي، وعندما تعلم دولت بالأمر تطرد زكي من المنزل ليسكن بالمكتب. يذهب زكي لرؤية صاحبة المطعم الإيطالية كريستين (يسرا) وعندها تحاول كريستين لإرضاء دولت لكنها ترفض برجوع زكي للشقة وتقوم بشتم كريستين على الهاتف.

زكي الدسوقي (عادل امام) وكريستين (يسرا) في الفيلم.

هناك أيضاً الحاج محمد عزام (نور الشريف) والذي بدأ حياته ماسحاً للأحذية، ثم قادته تجارة المخدرات لامتلاك عدة محلات للأحذية بوسط البلد، وتوكيل لسيارات ياباني يديره إبنه فوزي، ويتزوج عزام سراً من الأرملة سعاد (سمية الخشاب) ويتفق معها على عدم الإنجاب، ولكنها تطمع في ثروته فتحمل منه، وعندما يعلم بالأمر، يرسل لها من يجهضها مع ورقة الطلاق. يطمع الحاج عزام في حصانة مجلس الشعب، فيلجأ إلى كمال الفولي (خالد صالح) الذي يدير الحزب، فيمنحه صك العضوية مقابل مليون جنيه، وتضخمت أرباح عزام، فيطالبه الفولي بنسبة، فيرفض حينها، فيحضر الفولي له مباحث المخدرات، فيضطر عزام للرضوخ لأوامره.
يوجد في نفس العمارة الصحفي حاتم رشيد (خالد الصاوي) وهو رئيس صحيفة القاهرة الفرنسية (بالفرنسية: Le Caire) وهو معروف لدى بعض الناس في العمارة أنه مثلي الجنس. يتعرف على جندى الأمن المركزي عبد ربه (باسم سمرة) ويقنعه بممارسة الرذيلة معه، مغرياً إياه بالمال والحياة التي لم يعهدها، ويساعده على جلب زوجته وابنه الصغير من الصعيد، ويمنحهما حجرة بسطوح العمارة، لكن في نهاية الأمر يموت ابنه الصغير، فيعتقد عبد ربه انه عقاب السماء، فيترك الرذيلة ويعود هو وزوجته لبلدهم. فيغضب حينها حاتم ويذهب لشقته وينظر لصور والديه ويتذكر ما حصل له في طفولته، فيلقي اللوم عليهم لما حصل له ويقوم بإخراج صورهم من الشقة. يتعرف حاتم على عشيق آخر، وعندما يدخله إلى شقته يطمع فيه فيقتله من أجل سرقته.

حاتم رشيد (خالد الصاوي) قبل مشهد موته، يشرب كأساً وينظر لصور والديه ويلقي عليهم اللوم لما حصل له في حياته.

أما طه الشاذلي (محمد إمام) ابن البواب، فقد طمح في دخول كلية الشرطة، ولكن مهنة والده تمنعه من ذلك، فيدخل للجامعة ويتعرف على جماعات متشددة فيترك خطيبته ساكنة السطوح بثينة وينضم لجماعات متطرفة، فيتم القبض عليه وتنتهك رجولته من قبل ضابط في أمن الدولة (عباس أبو الحسن)، فعندما يخرج من السجن يقرر الانتقام ويتحول إلى إرهابي. يقوم طه بقتل الضابط ويقوم حارس الضابط بقتله فيطرحا على الأرض مقتولين بجانب بعضهما البعض.
بينما بثينة (هند صبري) صاحبة دبلوم التجارة، والتي تسعى للإنفاق على اسرتها بالعمل في المحلات. تتعرض عدة مرات لتحرشات اصحاب العمل، وتضطر للتفريط الجزئي في جسدها، حتى يلحقها فانوس أرمانيوس بالعمل في المكتب لخدمة زكي، ويستغل ملاك أرمانيوس (أحمد بدير) صاحب ورشة الملابس بالعمارة، جارته بثينة للحصول على توقيع زكي بمشاركة ملاك له في الشقة، ليستغل الأوراق بعد موت زكي، وطالبها بأخذ التوقيع أثناء شرب زكي الخمر، وذلك مقابل مبلغ خمسة آلاف جنيه، ولكن بثينة تراجعت أمام عطف وحنيّة زكي عليها، وأحبته أكثر لعدم محاولته الاقتراب من جسدها، فرغم علاقاته النسائية العديدة فهو الوحيد الذي احترمها فمنحته جسدها مقابل المحافظة على عذريتها، واستغلت دولت تلك العلاقة، وابلغت الشرطة، الذي دخل المكتب بمفتاح دولت ليضبط زكي وفي احضانه بثينة، ويتم قيادتهم لقسم الشرطة، فيتزوج زكي من بثينة التي تصغره بأربعين عاماً، وتقوم كريستين بالغناء في حفل الزفاف.

## طاقم التمثيل
- يحيى الفخراني بدور سارد القصة:[26]

قام بقص قصة عمارة يعقوبيان في بداية الفيلم ولم يكن له دور تمثيلي في الفيلم.
- عادل إمام بدور زكي الدسوقي:

عاد من باريس ليفتتح مكتب استشارات هندسية في العمارة ويتخذ من المكتب سكنًا له، ويستغله لنزواته مع النساء، ويدور بينه وبين اخته دولت صراع طوال الفيلم.
- نور الشريف بدور الحاج عزام:

ماسح أحذية سابق، وأخذ من تجارة السيارات كواجهة لتجارة المخدرات، يبحث عن ساتر وحماية رسمية من السلطة لأنشطته، وذلك من خلال تحالفه مع «كمال الفولي» رمز فساد السلطة.
- هند صبري بدور بثينه:

فتاة تعمل من أجل إخوانها ووالدتها تسكن مع مهمشي العمارة فوق السطوح.
- خالد الصاوي بدور حاتم رشيد:

رئيس تحرير مجلة فرنسية أحد سكان العمارة، مثليّ الجنس.
- خالد صالح بدور كمال الفولى:

وزير ورمز لفساد السلطة في الفيلم.
- محمد إمام بدور طه الشاذلى ابن بواب عمارة يعقوبيان:

شاب يحلم بدخول كلية الشرطة ولكنه لم يقبل فيها بدافع أن والده يعمل في حراسة العمارات، مما يدفعه للانزواء والتشدد الديني.
- إسعاد يونس بدور دولت الدسوقي:

أخت «زكي الدسوقي»، في صراع دائم مع زكي على أحقية ملكية الشقة التي يقيم فيها زكي الدسوقي.
- باسم سمرة بدور عبد ربه:

مجند في الأمن المركزي، يغويه حاتم رشيد ليمارس معه الجنس.
- يسرا بدور كريستين:

صديقة لزكي الدسوقي وهي ذات أصول غير مصرية.
- سمية الخشاب بدور سعاد:

أرملة تتزوج «الحاج عزام» سراً.
- أحمد بدير بدور ملاك أرمانيوس:

أحد سكان الحي وأخ لفانوس.
- أحمد راتب بدور فانوس أرمانيوس:

أحد سكان الحي وسكرتير زكي الدسوقي.
- عباس أبو الحسن بدور ضابط مباحث أمن الدولة:

شخصية سادية، يتخذ من التعذيب والتنكيل وسيلة لنزع اعترافات المتهمين.
- يوسف داود بدور فكرى عبد الشهيد:

محامي زكي الدسوقي.
- تامر عبد المنعم:

ابن الحاج عزام.
- جيهان قمري بدور رباب:

فتاة ليل.
- طلعت زكريا بدور صاحب البار الشعبي:

ويقوم بطرد زكي الدسوقي من البار لاكتشافه انه قواد.
بالإضافة إلى:
| - ليلى سامي بدور زوجة عبد ربه. - سعيد طرابيك بدور حميدو. - محمد الدفراوي بدور أمير الجماعة. - حمدي هيكل بدور الشيخ بلال. - آسر ياسين. - سلوى عثمان بدور أم بثينة. - سعيد الصالح بدور الشاذلي البواب. - أحمد صلاح السعدني بدور خالد عبد الرحيم. - طارق سليمان بدور صحفي في جريدة حاتم رشيد. - عبد الرحيم التنير بدور طلال الشامي. - مشيرة أحمد بدور فيفي سلامة. - أحمد هيبة. - عمرو عرفة. - عمرو فؤاد. - خالد سعد. - غباشي محمد. - وداد محمود. - اسحق اسعد. | - نادية العراقية (من سكان السطوح). - عبد الناصر أبو بكر. - رفعت عبد الحكيم (العسكري). - يحيى الدقن بدور صحفي في جريدة حاتم رشيد. - مجدي شكري (لواء بالأمن المركزي). - هايدي سليم. - حمدي السخاوي. - ياسر علي ماهر بدور الشيخ السمان. - زايد فؤاد بدور سليم زعتر. - أمجد عابد. - يوسف حافظ. - فتحي سعد. - محمود فارس. - هاني الصباغ. - حمدي التونسي. - محمد أبو عيسى. - فاطمة كشري. - ليلى الإسكندرانية. | - فتحي غياض. - أحمد جمال سعيد. - سحر كامل. - مجدي منير. - شريف حلمي. - ياسمين أمين. - عفاف مصطفى. - بدوي فهمي. - محمد جمعة. - علاء عيد. - علاء يحيى. - محمد حسيب. - محمد رزق. - عبد الحميد البلاسي. - جيهان خير الله. - وائل محسد. - ماهيتاب محمد. - حمدي الرملي بدور موظف بالمحكمة ساكن بالسطوح. - محمد علم الدين (طالب في الجامعة). |  |

## الإنتاج

### إنشاء الفيلم
حققت الرواية نجاحاً مبهراً عند صدورها، حيث كانت أكثر الروايات العربية مبيعاً في العالم العربي وفي الخارج، إذ تعد الرواية الأعلى مبيعاً في الوطن العربي لمدة خمس سنوات (من 2002 إلى 2007). كُتبت الرواية في فترة حرب الخليج الثانية وتحديداً في عام 1991 لكن تأخر نشرها بسبب عدة مشاكل بين الكاتب علاء الأسواني وهيئة الكتاب. نُشرت للمرة الأولى من دار ميريت للنشر في شهر مارس من عام 2002.
| "لقد صنعت الفيلم حسب رؤيتي الخاصة، فمنذ قرأت الرواية عام 2003 وقررت تحويلها إلى فيلم سينمائي، كتبت أسماء الأبطال وصنعت سيناريو خاص بي، فالرواية شيء والفيلم شيء آخر ومسؤوليتي الفيلم فقط الذي رأيته هكذا في عقلي وصنعته كما ظهر سواء أضفت أو لم أضف. |
| —وحيد حامد |

في عام 2003، جائت فكرة إنتاج فيلم مقتبس عن أحداث الرواية بعدما قرأ وحيد حامد نص الرواية. فقام حامد بكتابة السيناريو الخاص بالفيلم واستعان بإبنه مروان حامد لكي يقوم بإخراج الفيلم. كان مروان حامد حينها يبلغ من العمر 27 عاماً، وهو يُعتبر فيلمه الأول في عالم الإخراج.
في أواخر عام 2004، اجتمع حشد كبير من نجوم السينما المصرية وأصحاب المال في ستوديو مصر للإقرار عن بدء تصوير الفيلم وتلى ذلك اجتماع آخر في ديسمبر من نفس العام في فندق حياة في القاهرة للاحتفال ببدء تصوير الفيلم.
 يُعد الفيلم الإنتاج الأول لشركة جود نيوز برئاسة الإعلامي الشهير عماد الدين أديب. تم الكشف حينها أن الفيلم يجمع أكثر من 165 ممثل وممثلة.

### التمثيل
كان اختيار الممثلين الكبار أمر شبه محسوم منذ توارد فكرة الفيلم، فقد صرّح عماد أديب «أن الفيلم يعتبر عودة لأفلام نجوم الصف الأول بعد سيطرة النجم الواحد الذي تدور حوله الأحداث في معظم أفلام السينما المصرية على مدار الاربعين عاماً الماضية». في نهاية عام 2004 تم الإعلان أن نجوم مصر في فيلم عمارة يعقوبيان على رأسهم الممثل عادل إمام، وأعرب عادل إمام عن سعادته بالفيلم وأعلن في 27 ديسمبر 2004 أن «دوره سيكون مفاجأة للجمهور العربي واصفاً إياه بأنه شخصية لم يسبق له أن قدمها عبر تاريخه الفني». تم الإعلان أن الفيلم به 160 شخصية تضم جميع الأجيال منهم 72 شخصية يؤديها ممثلون معروفون.
حضر احتفال بدء الفيلم في ديسمبر 2004 النجوم عادل إمام، ونور الشريف، ويسرا، وسمية الخشاب، وأحمد راتب، وخالد الصاوي، وخالد صالح، وجيهان قمري، وتامر عبد المنعم. قال نور الشريف حينها أن الفيلم «عمل سينمائي كبير فكراً وإنتاجاً وموضوعاً لكونه يناقش بجرأة الكثير من القضايا الاجتماعية». انضمت الفنانة يسرا إلى أسرة الفيلم في 5 ديسمبر 2004 وبذلك يكون قد اكتمل طاقم الممثلين للفيلم. وافق الممثل خالد الصاوي على تجسيد دور الصحفي الشاذ بعد اعتذار خمسة ممثلين عن القيام بالدور. كان الفيلم يضم أيضًا نبيلة عبيد وليلى علوي وفاروق الفيشاوي لكنهم اعتذروا فيما بعد عن المشاركة بالفيلم. صرّحت نبيلة عبيد أنها اعتذرت عن عمارة يعقوبيان لحالتها النفسية وليس لمساحة الدور، أما بخصوص دور ليلى علوي فقد وافقت إلهام شاهين من حيث المبدأ على المشاركة في بطولة الفيلم في الدور الذي اعتذرت عنه ليلى لكن رفضت إلهام الظهور كضيفة شرف ووضحت حينها أن الدور لا يتناسب مع تاريخها الفني الطويل إلى جانب أنها غير مقتنعة به، كما اعتذرت أيضًا الفنانة ليلى شعير عن التمثيل في الفيلم وذلك لانشغالها بمرض زوجها ووالدتها مما أثار غضب الممثل عادل إمام.

### الشخصيات
كانت هناك عدة ملاحقات قضائية لِصُناع الفيلم بسبب الشخصيات، تُعتبر الشخصيات في الفيلم العنصر الأكثر جدلاً وإثارة في الفيلم، وهي عبارة عن استعراض درامي يُعبر عن المجتمع. هناك من اعتبر أن الشخصيات لا تمثل الواقع ويوجد أشخاص اعتبروا أن علاء الأسواني مثل بعض الشخصيات في المجتمع المصري بدقة بعد ثورة 23 يوليو.
| "فاروق الفيشاوي لم يكن الوحيد الذي رفض دور حاتم رشيد، رغم أنه دور مميز وكنت أتمنى بالفعل أن يؤديه فاروق. ذهبت إليه أنا والمخرج خصيصاً ولكنه رفض الدور رغم محاولاتي المتعددة لإقناعه به، خاصة وأنني أرى أنه سيكون علامة فنية في تاريخ فاروق الفيشاوي الفني. عندما أكد اعتذاره، عرضنا الدور على النجم الشاب خالد الصاوي وافق عليه. أعتقد أنه سيقوم بذلك الدور بإتقان." |
| —عادل إمام، 18 يونيو 2005. |

مثّل عادل إمام دور شخصية اجتماعية كبيرة السن عاشقة للنساء والخمر. حسب رأي النقاد، ورد على لسان زكي الدسوقي الجملة الأهم في الفيلم عندما وصف حال البلد، وهي:«يبصوا ع البلد اللي باظت، البلد بقت مزابل من فوق ومن تحت مسخ، إحنا في زمن المسخ». أما نور الشريف فهو نموذج للأغنياء الجدد وخالد صالح لعب دور الطبقة العليا في عالم السياسة. كانت أكثر شخصية جدلية في الفيلم شخصية حاتم رشيد، فقد رفض الدور خمسة ممثلون كبار، وهم: فاروق الفيشاوي، ومحمود حميدة، وحسين فهمي، وعزت أبو عوف، وهشام عبد الحميد. بعدما اعترض الممثلين عن أداء الدور، أصبحت عملية إيجاد شخص لتأدية الدور صعبة إلا أن ظهر خالد الصاوي وقبل بالدور. قال خالد الصاوي أن عدة أشخاص حذروه من تجسيد هذا الدور في الفيلم، وأكدوا له أنه سيكون في خطر عندما يتجول في الشارع. قال خالد الصاوي في ديسمبر 2018 أثناء لقاء معه على برنامج الجمعة في مصر: «أنا لو استجبت للكلام ده كنت هبقى عبيط، أنا عامل دور في سياق جيد ولا يدعو لأي رذيلة، بالعكس.» مثل خالد الصاوي الدور بعد أن تمّ إجراء بعض التعديلات على السيناريو بناء على طلبه.
كما أن الفيلم ضم العديد من كبار السينما فقد حمل أيضًا العديد من الشبان الصغار الصاعدين في السينما المصرية. أكدت الفنانة التونسية هند صبري عند انضمامها للفيلم أنها سعيدة جداً بالدور لكن قدر فرحتها به إلا أنها خائفة جداً بسبب وجود عمالقة في طاقم التمثيل. قامت هند صبري بدور فتاة فقيرة تعرضت للظلم من كل المحيطين بها في بيئتها إلى أن تتعرف على البطل وتنشأ بينهما قصة حب، كانت على علاقة حب مع طه الشاذلي ابن البواب وهو محمد إمام. لعب محمد إمام الدور وكان حينها أول دور له في السينما بعدما ظهر في مشهد في فيلم حنفي الأبهة (1990) وهو صغير. كان دور الفنانة يسرا معروف بالدور الجميل، فقد مثلت خمسة مشاهد بشخصية كريستين وهي شخصية حقيقية بحسب كلام المخرج مروان حامد، وقال مروان حامد أنها شخصية جميلة وهادئة ولن يتقن هذا الدور إلا يسرا. كانت هناك صعوبة في أداء دور كريستين وذلك بسبب غناء أغاني فرنسية وإنجليزية في الفيلم، مما أرهق الفنانة يسرا في التدريب.

### التصوير

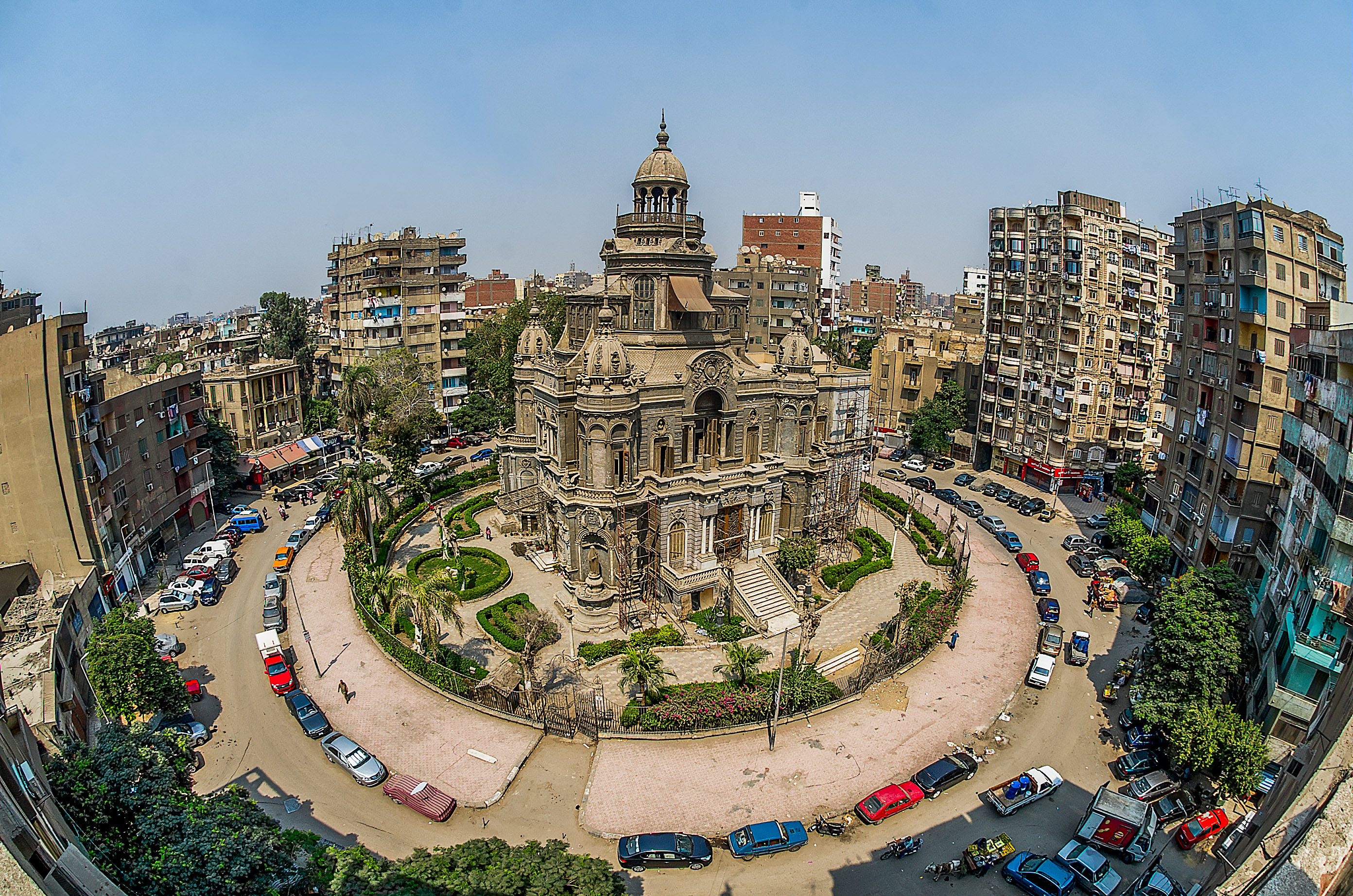
قصر السكاكيني، إحدى أماكن تصوير الفيلم.

بدأ مدير التصوير سامح سليم بالتصوير الرئيسي للفيلم في منتصف ديسمبر من عام 2004. كان من المقرر أن يبدأ التصوير في موعد أبكر من ذلك لكن تم تأجيله بعد عدة مشاكل حصلت على الأدوار. تم التوقع أن يستغرق التصوير مدة ثلاثة عشر اسبوعاً لكن استمر لمدة ستة أشهر، حيث تم الانتهاء من التصوير في نهاية يونيو من عام 2005. لم يتم تصوير الفيلم في عمارة يعقوبيان ذاتها، بل تم تصويره في مبنى رقم 2 المتواجد في شارع معروف المتفرع من شارع طلعت حرب. معظم التصوير تم في وسط القاهرة، حيث تم التصوير بين استديو نحاس (استديو النيل حالياً) وشوارع وسط القاهرة. تم تصوير المشاهد الأولى للفيلم في شارع سليمان باشا. استعان المخرج مروان حامد بالشرطة أثناء تصويره مشهد في الحي السكاكيني وهو مشهد عادل إمام ويسرا وهما داخل قصر السكاكيني في ميدان الظاهر بالقاهرة. إحدى المشاكل التي كانت موجودة في التصوير هي تصوير مشاهد التفجيرات، والتي تطلبت عدة أيام بعد الحصول على تصاريح من وزارة الداخلية.

## الموسيقى
قام خالد حماد بتأليف الموسيقى التصويرية للفيلم، وهي سمفونية تضمنت عدة مقاطع. تمت الإشادة من عدد كبير بالموسيقى التصويرية للفيلم، حيث أكدوا أن الفيلم من أهم الأعمال السينمائية في الموسيقى التصويرية، لأنها كانت معبرة عن حالة الفيلم. كما مدحت الناقدة علا الشافعي بالموسيقى التصويرية وقالت أن الفنان خالد حماد «من أهم الشباب الذين يعملون في الموسيقى التصويرية، سواء في الدراما والسينما». في عام 2017، قامت أوركسترا نادر عباسي بعزف الموسيقي على قناة سي بي سي في برنامج صاحبة السعادة لإسعاد يونس.
ظهر في مشهدي البار مقاطع من أغنيتين لأم كلثوم، وهما: ألف ليلة وليلة، والحب كله. غنت يسرا في الفيلم اغنيتين في ثلاثة مشاهد مختلفة. غنت أغنية لا في ان روز (بالفرنسية: La Vie en rose) الفرنسية مرتين وغنت الأغنية الإنجليزية احلم حلماً صغيراً عني (بالإنجليزية: Dream a Little Dream of Me).
| #  | عنوان                        | المدة |
| -- | ---------------------------- | ----- |
| 1. | "ألف ليلة وليلة"             | مقطع  |
| 2. | "الحب كله"                   | مقطع  |
| 3. | "La Vie en rose"             | 3:07  |
| 4. | "La Foule"                   | 3:23  |
| 5. | "Dream a Little Dream of Me" | 3:45  |

## الإصدار
أثار الفيلم جدلاً عند إصداره وكانت هناك معركة طويلة من أجل حذف بعض المشاهد. في منتصف عام 2006، طلب 112 نائباً فرض الرقابة على المشاهد المتعلقة بالمثلية الجنسية وطالب النائب مصطفى بكري على وجه التحديد مراجعة الفيلم. في نهاية المطاف، لم يتم حذف أية مشهد لكن حصل الفيلم على تصنيف «للكبار فقط (+18)» من مجلس الرقابة في مصر. عُرِض الفيلم في 19 يونيو 2006 بعرض خاص لأهم الشخصيات الفنية والنقاد في دار الأوبرا، لكن الأمر الغريب أنه لم يتم دعوة كاتب الفيلم علاء الأسواني حينها. ظهر الفيلم بدور العرض السينمائية في مصر في 21 يونيو. كان قد عُرِض الفيلم في خمسة مهرجانات خارج مصر قبل عرضه في مصر، إذ عُرِض بتاريخ 11 فبراير في مهرجان برلين السينمائي الدولي في ألمانيا وفي 27 أبريل في مهرجان تريبيكا السينمائي في الولايات المتحدة وفي 21 مايو في مهرجان كان السينمائي في فرنسا وفي 8 يونيو في مهرجان ترانسيلفانيا السينمائي الدولي في رومانيا وفي 11 يونيو في مهرجان كابورغ السينمائي في فرنسا. هذه قائمة بأماكن وتواريخ عرضه في المهرجانات الدولية:
| البلد            | المهرجان                                         | التاريخ        | المرجع                                 |
| ---------------- | ------------------------------------------------ | -------------- | -------------------------------------- |
| ألمانيا          | مهرجان برلين السينمائي الدولي                    | 11 فبراير 2006 | [ 94 ] [ 95 ]                          |
| الولايات المتحدة | مهرجان تريبيكا السينمائي                         | 27 أبريل 2006  | [ 94 ] [ 96 ]                          |
| فرنسا            | مهرجان كان السينمائي                             | 21 مايو 2006   | [ 97 ] [ 98 ] [ 99 ]                   |
| رومانيا          | مهرجان ترانسيلفانيا السينمائي الدولي             | 8 يونيو 2006   | [ 94 ] [ 100 ] [ 101 ]                 |
| فرنسا            | مهرجان كابورغ السينمائي                          | 11 يونيو 2006  | [ 94 ] [ 102 ] [ 103 ] [ 104 ] [ 105 ] |
| فرنسا            | مهرجان لاروشيل السينمائي                         | 8 يوليو 2006   | [ 94 ] [ 102 ] [ 103 ] [ 104 ] [ 105 ] |
| تونس             | مهرجان قرطاج الدولي                              | 22 يوليو 2006  | [ 106 ] [ 107 ] [ 108 ]                |
| البرازيل         | مهرجان ريو دي جانيرو السينمائي الدولي            | 29 سبتمبر 2006 | [ 94 ] [ 109 ] [ 110 ]                 |
| الولايات المتحدة | مهرجان شيكاغو السينمائي الدولي                   | أكتوبر 2006    | [ 94 ] [ 111 ] [ 112 ]                 |
| إيطاليا          | مهرجان روما السينمائي                            | 17 أكتوبر 2006 | [ 92 ] [ 94 ] [ 113 ]                  |
| البرازيل         | مهرجان ساو باولو السينمائي الدولي                | 31 أكتوبر 2006 | [ 114 ] [ 115 ]                        |
| اليونان          | مهرجان سلانيك السينمائي الدولي                   | 19 نوفمبر 2006 | [ 94 ] [ 116 ]                         |
| المغرب           | المهرجان الدولي للفيلم بمراكش                    | 5 ديسمبر 2006  | [ 117 ] [ 118 ]                        |
| المكسيك          | المهرجان الدولي للسينما المعاصرة في مدينة مكسيكو | 21 فبراير 2007 | [ 94 ] [ 119 ] [ 120 ]                 |
| اليابان          | مهرجان الفيلم العربي                             | 9 مارس 2007    | [ 94 ] [ 121 ]                         |
| سويسرا           | المهرجان السينمائي الدولي لحقوق الإنسان          | 14 مارس 2007   | [ 94 ] [ 122 ]                         |
| الصين            | مهرجان هونغ كونغ السينمائي الدولي                | 21 مارس 2007   | [ 94 ] [ 123 ]                         |
| الهند            | مهرجان السينما الآسيوية والعربية                 | 22 يوليو 2007  | [ 94 ] [ 124 ]                         |

## الاستقبال

### مصر
| "الفيلم رائع ومؤلم، لدرجة أنني فكرت في عنوان آخر قد يصلح للتعبير عن أحداث الفيلم وهو "بكائية على أطلال وطن!." |
| —كريم عامر، بي بي سي.                                                                                         |

حَصَدَ الفيلم في شباك التذاكر بعد عرضه في 21 يونيو أكثر من 9.4 مليون جنيه في أول أسبوعين له، مما يعطيه الرقم القياسي لأكبر ظهور على الإطلاق لفيلم سينمائي في مصر وأضخم إنتاج سينمائي في مصر. وقد بلغ إجمالي أرباحه في مصر ما يقارب الـ20 مليون جنيه.

### الجوائز والترشيحات
تحصّل الفيلم على ست جوائز في مسابقة الأفلام الروائية الطويلة للدورة الثالثة عشر للمهرجان القومي للسينما المصرية:
- جائزة أفضل فيلم
- جائزة أحسن إخراج للمخرج/ مروان حامد
- جائزة أفضل ممثل دور أول لـ عادل إمام
- جائزة أفضل ممثل في دور ثان لـ خالد الصاوي
- جائزتي الديكور والتصوير

## المسلسل
بعد نجاح الفيلم في عام 2006، تم إطلاق مسلسل تلفزيوني في عام 2007 من بطولة عزت أبو عوف، وصلاح السعدني ولبنى عبد العزيز يحمل نفس الاسم مع اختلاف كبير في الشخصيات، فقد تم استبعاد الشخصية المثلية جنسياً في المسلسل وذلك بسبب طبيعتها المثيرة للجدل. لم يحقق المسلسل النجاح الذاته الذي حققه الفيلم فقد فشل المسلسل حينها أمام المسلسلات الأخرى في تلك السنة.